# Eris Abedini
Eris Abedini (Sorengo, 29 agosto 1998) è un calciatore kosovaro con cittadinanza svizzera, centrocampista del Neuchâtel Xamax.

## Carriera

### Club
Cresciuto nel settore giovanile del Lugano, dal 2016 al 2018 gioca in prestito nel Chiasso, disputando due stagioni in seconda divisione. Rientrato anticipatamente alla base nel marzo 2018, il 19 maggio successivo ha esordito in prima squadra, in occasione dell'incontro di Super League pareggiato per 1-1 contro lo Zurigo. Dopo sole 10 presenze complessive con i ticinesi, viene mandato in prestito al Winterthur e al Wil, entrambe in seconda divisione. Il 3 ottobre 2020 viene acquistato a titolo definitivo dal Granada, che lo aggrega alla squadra riserve; cinque giorni dopo viene anche convocato in prima squadra per l'incontro della Liga contro la Real Sociedad (perso 2-0), tuttavia rimanendo in panchina. Nel 2021 fa ritorno in patria al Chiasso, in terza divisione, ma nel gennaio 2022 viene ceduto al Winterthur, con cui al termine della stagione ottiene la promozione in massima serie.

### Nazionale
Inizialmente ha rappresentato le nazionali giovanili svizzere, totalizzando 6 presenze complessive con l'Under-19 ed l'Under-20. In seguito ha optato per rappresentare il Paese delle sue origini, il Kosovo, facendo il suo esordio con la nazionale Under-21 nel 2019.
Il 16 novembre 2022 ha esordito con la nazionale maggiore kosovara, disputando l'amichevole pareggiata per 2-2 contro l'Armenia.

## Statistiche

### Presenze e reti nei club
Statistiche aggiornate al 16 febbraio 2023.
| Stagione          | Squadra            | Campionato        | Campionato | Campionato | Coppe nazionali | Coppe nazionali | Coppe nazionali | Coppe continentali | Coppe continentali | Coppe continentali | Altre coppe | Altre coppe | Altre coppe | Totale | Totale |
| Stagione          | Squadra            | Comp              | Pres       | Reti       | Comp            | Pres            | Reti            | Comp               | Pres               | Reti               | Comp        | Pres        | Reti        | Pres   | Reti   |
| ----------------- | ------------------ | ----------------- | ---------- | ---------- | --------------- | --------------- | --------------- | ------------------ | ------------------ | ------------------ | ----------- | ----------- | ----------- | ------ | ------ |
| 2016-2017         | Chiasso            | ChL               | 21         | 0          | CS              | 1               | 0               |                    | -                  | -                  |             | -           | -           | 22     | 0      |
| 2017-mar. 2018    | Chiasso            | ChL               | 24         | 0          | CS              | 2               | 0               |                    | -                  | -                  |             | -           | -           | 26     | 0      |
| Totale Chiasso    | Totale Chiasso     | Totale Chiasso    | 45         | 0          |                 | 3               | 0               |                    | -                  | -                  |             | -           | -           | 48     | 0      |
| mar.-giu. 2018    | Lugano             | ASL               | 1          | 0          | CS              | -               | -               |                    | -                  | -                  |             | -           | -           | 1      | 0      |
| 2018-gen. 2019    | Lugano             | ASL               | 8          | 0          | CS              | 1               | 0               |                    | -                  | -                  |             | -           | -           | 9      | 0      |
| Totale Lugano     | Totale Lugano      | Totale Lugano     | 9          | 0          |                 | 1               | 0               |                    | -                  | -                  |             | -           | -           | 10     | 0      |
| gen.-giu. 2019    | Winterthur         | ChL               | 11         | 0          | CS              | -               | -               |                    | -                  | -                  |             | -           | -           | 11     | 0      |
| 2019-2020         | Wil                | ChL               | 35         | 1          | CS              | 2               | 0               |                    | -                  | -                  |             | -           | -           | 37     | 1      |
| 2020-2021         | Recreativo Granada | SDB               | 7          | 0          |                 | -               | -               |                    | -                  | -                  |             | -           | -           | 7      | 0      |
| 2021-gen. 2022    | Chiasso            | 1Lp               | 8          | 0          | CS              | 0               | 0               |                    | -                  | -                  |             | -           | -           | 8      | 0      |
| gen.-giu. 2022    | Winterthur         | ChL               | 18         | 1          | CS              | -               | -               |                    | -                  | -                  |             | -           | -           | 18     | 1      |
| 2022-2023         | Winterthur         | ASL               | 16         | 0          | CS              | 2               | 0               |                    | -                  | -                  |             | -           | -           | 18     | 0      |
| Totale Winterthur | Totale Winterthur  | Totale Winterthur | 34         | 1          |                 | 2               | 0               |                    | -                  | -                  |             | -           | -           | 36     | 1      |
| Totale carriera   | Totale carriera    | Totale carriera   | 149        | 2          |                 | 8               | 0               |                    | -                  | -                  |             | -           | -           | 157    | 2      |

### Cronologia presenze e reti in nazionale
| Cronologia completa delle presenze e delle reti in nazionale ― Kosovo | Cronologia completa delle presenze e delle reti in nazionale ― Kosovo | Cronologia completa delle presenze e delle reti in nazionale ― Kosovo | Cronologia completa delle presenze e delle reti in nazionale ― Kosovo | Cronologia completa delle presenze e delle reti in nazionale ― Kosovo | Cronologia completa delle presenze e delle reti in nazionale ― Kosovo | Cronologia completa delle presenze e delle reti in nazionale ― Kosovo | Cronologia completa delle presenze e delle reti in nazionale ― Kosovo |
| Data                                                                  | Città                                                                 | In casa                                                               | Risultato                                                             | Ospiti                                                                | Competizione                                                          | Reti                                                                  | Note                                                                  |
| --------------------------------------------------------------------- | --------------------------------------------------------------------- | --------------------------------------------------------------------- | --------------------------------------------------------------------- | --------------------------------------------------------------------- | --------------------------------------------------------------------- | --------------------------------------------------------------------- | --------------------------------------------------------------------- |
| 16-11-2022                                                            | Pristina                                                              | Kosovo                                                                | 2 – 2                                                                 | Armenia                                                               | Amichevole                                                            | -                                                                     | 48’                                                                   |
| Totale                                                                |                                                                       | Presenze                                                              | 1                                                                     |                                                                       | Reti                                                                  | 0                                                                     |                                                                       |

## Palmarès

### Club

#### Competizioni nazionali
- Challenge League: 1

Winterthur: 2021-2022